# ملعقة العقبة

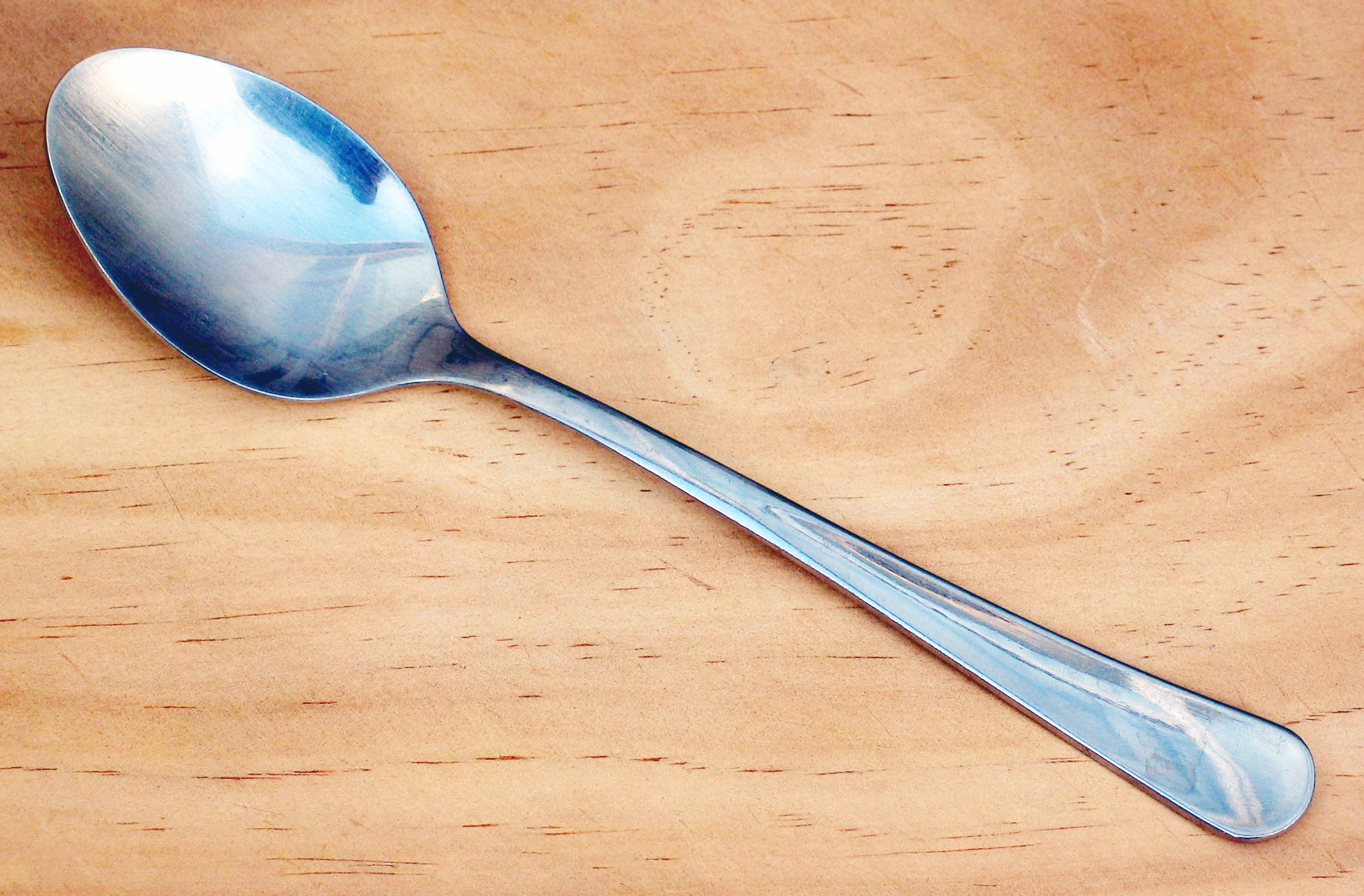
ملعقة العُقبة

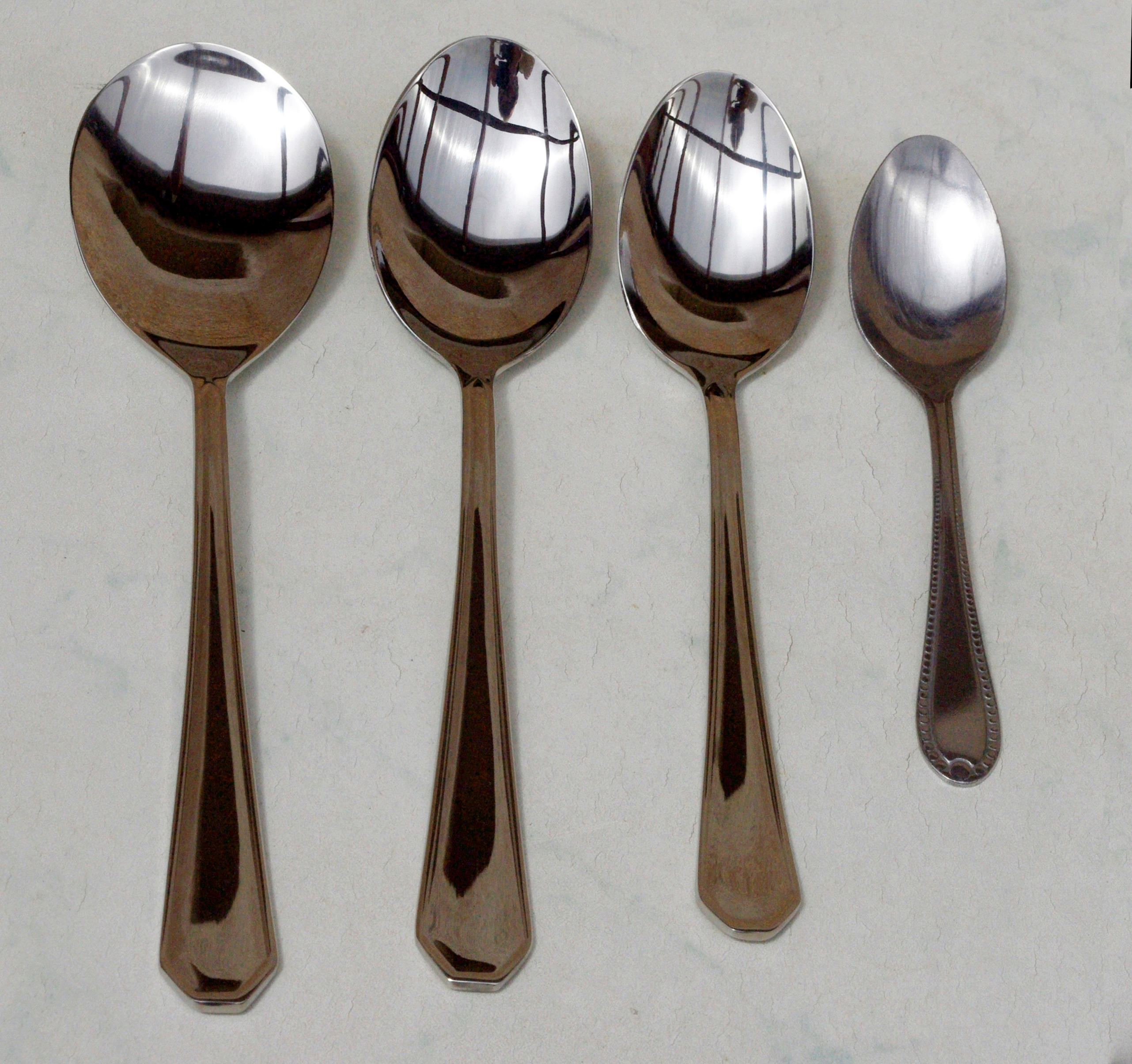
من يسار إلى يمين: ملعقة صب فملعقة طاولة فملعقة عُقبة فملعقة شاي

ملعقة العُقبة أو التحلية هي ملعقة مصممة خصيصًا لتناول العُقبة وتستخدم أحيانًا في الحساء أو الحبوب. يشبه حجم ملعقة الحساء (وسط بين ملعقة الشاي وملعقة الطاولة) ولكنها ذات مغرفة بيضية بدلاً من المدورة، عادةً ما تكون سعة الملعقة ضعف سعة ملعقة الشاي.